# 베란다

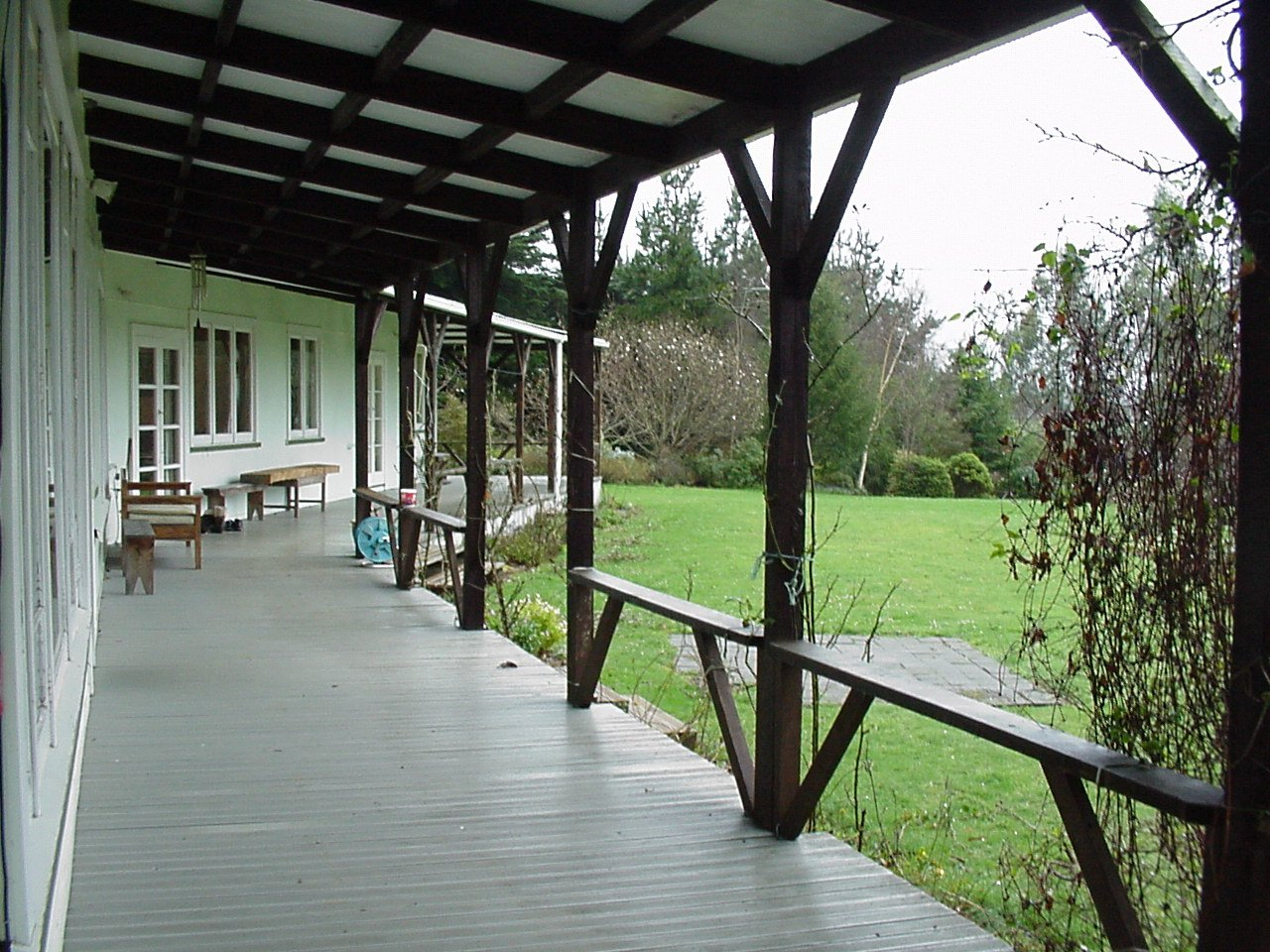
"그랜드" 스타일

베란다(쪽마루; verandah, 또는 veranda; 문화어: 내밈대, 내민층대)는 명사이고 집채에서 툇마루처럼 튀어나오게 하여 벽 없이 지붕을 씌운 부분이다. 보통 가는 기둥으로 받친다.

## 역사
옥스포드 영어 사전에 의하면, 어원은 인도의 토착 언어다. 그러나 포르투갈이나 스페인의 고어인 Varanda에서 변형되었다는 설도 있다.

## 같이 보기
- 로지아(Loggia) - 한쪽이 트인 회랑(주랑)
- 바닥, 데크(Deck) - 평평하게 넓이를 이룬 부분
- 현관, 포치(Porch) - 건물의 출입문이나 건물에 붙이어 따로 달아 낸 문간
- 난간, 발코니(Balcony) - 위층에서 밖으로 내민 노대 (露臺)[1]